# Kulák

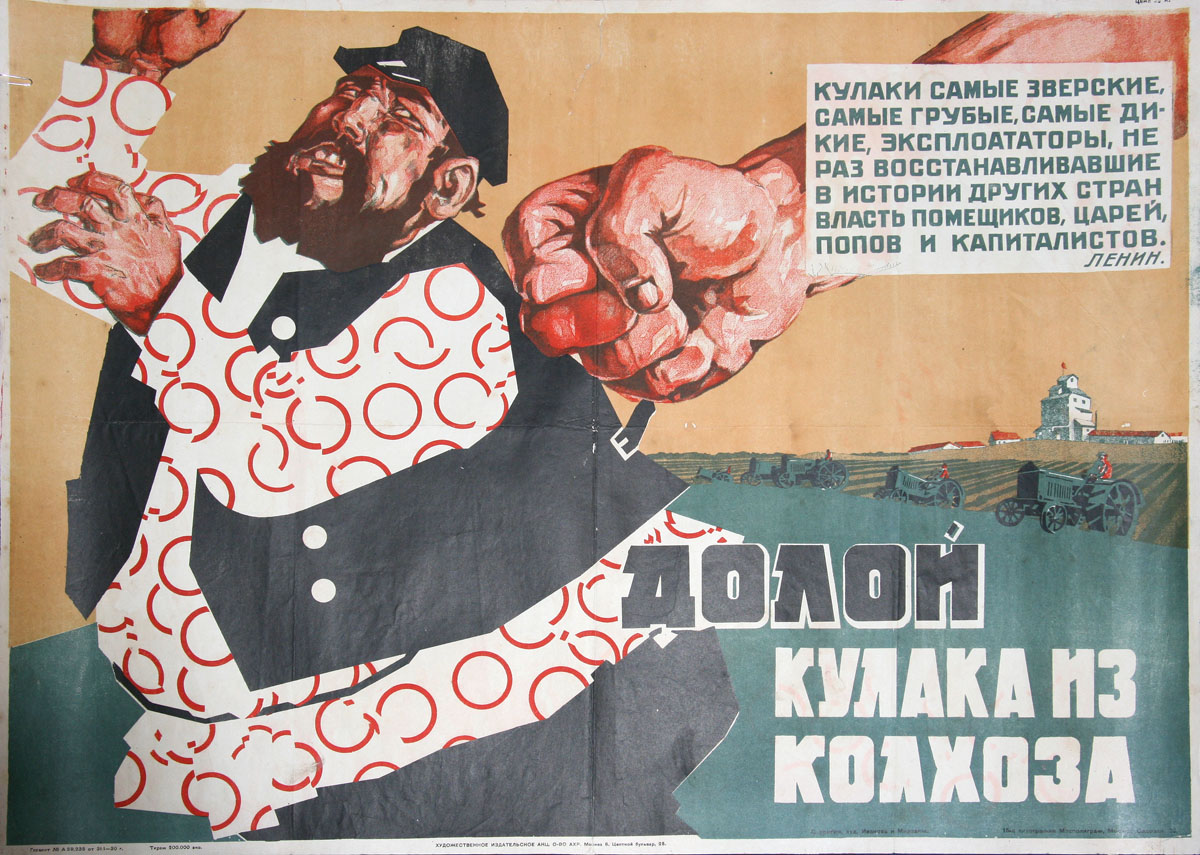
Lenin-idézet egy szovjet kulákellenes plakáton

A kulák (orosz eredetű szó, jelentései: ököl, nagygazda, zsugori) a parasztság felső rétegét alkotó jómódú gazdák orosz eredetű megnevezése. Eredetileg semleges kifejezésként a saját földjén önálló magángazdálkodást folytató, rendszeresen bérmunkást alkalmazó, de a gazdálkodásban családjával személyesen is részt vevő parasztembert jelentette. A Szovjetunióban a bolsevikok kommunista ideológiájuk alapján a szegényparasztokat kizsákmányoló „osztályellenségnek” kiáltották ki a kulák réteget, és kíméletlen kulákellenes harcot indítottak e társadalmi réteg ellen, majd a magángazdaságok szövetkezetesítésével a kulákságot teljesen felszámolták. Ezek hatására a kulák fogalom pejoratív jelentést kapott.
Magyarországon a szovjet rendszer kiépítésekor, az 50-es évektől a magángazdálkodás megszüntetésére, a parasztgazdaságok téeszesítésére törekvő rákosista rendszer is megkezdte a kulákellenes propagandát,  ekkor terjedt el a kulák szó használata a korábbi nagygazda, nagyparaszt, zsírosparaszt kifejezések helyett, egyértelműen negatív érzelmi töltéssel.

## Kulákság a Szovjetunióban
A 19. századi orosz társadalomban a parasztság felső rétegét alkotó módos gazdák voltak a néhányszor tízholdnyi földön növénytermesztéssel, állattartással foglalkozó, kemény munkával, magángazdálkodóként családi gazdálkodást folytató, ebből jól megélő, gyermekeiket gazdálkodásra taníttató, önálló gondolkodású kulákok. Az 1917-es bolsevik hatalomátvétel után kialakuló szovjet-rendszerben ez a réteg természetes gátja volt a sztálinista hatalom által meghirdetett kolhozosításnak (téeszesítésnek), illetve a proletárdiktatúrának. A politikai céllal indított kulákellenes harc keretében a „kizsákmányoló kulák” fogalmának köztudatba bevezetésével a kommunista sajtó az ipari munkásságot „kizsákmányoló” burzsoáziának megfelelő, könnyen bemutatható ellenségképet kreált a mezőgazdaságban is, így egységes osztályharcként ábrázolva a munkás és paraszt proletár rétegek szembenállását a tőke, a magánvagyon bármilyen birtokosaival. A kommunista ideológia szerint a kulákság legfőbb ismérve, hogy mezőgazdasági munkájának elvégzéséhez más parasztokat is foglalkoztat, ilyen módon „kizsákmányolva” a földdel nem rendelkező zselléreket és a dolgozó parasztság egyéb csoportjait. Ez a jellegzetesség lehetővé tette, hogy a kulákot „osztályárulóként” tüntessék fel. A módosabb parasztgazdák körében gyakori erős vallásosság alkalmat adott arra, hogy a kulákot a parasztság javait „megdézsmáló” papság lakájaként és a klerikális reakciós visszarendeződés híveként bélyegezzék meg.
A „kulákellenes harc” jegyében ráadásul a parasztok jóval szélesebb rétegeit bélyegezték „kuláknak”, a magánparaszti gazdaságok megszüntetése és szövetkezeti gazdaságokká alakítása céljából. Ez időszakban a Szovjetunióban parasztok tömegei kényszerültek ércbányákban dolgozni, hogy munkásként megszabadítsák a mezőgazdaságban dolgozó családtagjaikat a beszolgáltatástól. 1932-ben azonban kiterjesztették a beszolgáltatási kötelezettséget azokra a munkásokra is, akik nem szakítottak végérvényesen a mezőgazdasággal. Az új törvény sok parasztot arra késztetett, hogy elhagyja otthonát és a Szovjetunió más térségeiben keressen magának megélhetést. A kulákokat száműzték és kivégezték.

## Kulákság elleni harc Magyarországon 1945 után
1945 után a kezdeti „koalíciós” többpártrendszer keretében gyorsan sor került az addigi nagybirtokrendszer, a földesúri, vitézi réteg felszámolására, a nemesi címek eltörlésére. A lakosság többsége, így a választásokat megnyerő kisgazda párt is a paraszti magántulajdonon alapuló mezőgazdaságot szeretett volna az országban. A teljes politikai hatalmat szovjet nyomással fokozatosan megszerző, Rákosi vezette kommunista párt azonban 1948-tól szovjet mintára a magántulajdonok államosítását, így a mezőgazdaságban a kolhozosítást, szövetkezetesítést tűzte ki célnak, megindítva a kulákellenes propagandát és harcot. Magyarországon 25 hold feletti földdel a paraszt kuláknak számított, de ha egy szegényparaszt a párt útjában volt, könnyen megkaphatta a kulák minősítést.
Az 1952. évi 2. számú törvényerejű rendelet 15. paragrafusa határozta meg, ki számított kuláknak. Eszerint, az, aki
a) akinek a tényleges művelése alatt álló összes földterülete (szántó, kert, rét, szőlő, legelő, erdő, nádas) – a kertet (gyümölcsöst) négyszeres, a szőlőt ötszörös területtel számítva – a 25 kat. holdat, vagy annak kataszteri tiszta jövedelme a 850 aranykoronát eléri vagy meghaladja;
b) akinek a tulajdonában – a kertet, (gyümölcsöst) négyszeres, a szőlőt ötszörös területtel számítva
– 25 kat. hold vagy ennél nagyobb bármilyen mezőgazdasági művelés alatt álló földterület van, vagy aki olyan földterület tulajdonosa, melynek kataszteri tiszta jövedelme a 350 aranykoronát eléri vagy meghaladja, akkor is, ha a tulajdonát képező terület egy részén nem maga gazdálkodik;
c) akinek cséplőgépe, elemi vagy gépi erővel hajtott munkagéppel rendelkező ipari üzeme (malom stb.) van, továbbá aki kereskedést vagy vendéglátó ipart folytat, amennyiben a gazdaságához tartozó földterület kataszteri tiszta jövedelme a 100 aranykoronát eléri vagy meghaladja;
d) aki az 1949. évben mezőgazdaságfejlesztési járulék fizetésére volt kötelezve, ha egyébként nem is esik az a) – c) pontok hatálya alá.
A Rákosi-rendszer perekkel, rendőri, ÁVH-s zaklatással, internálással, megfélemlítéssel mindent elkövetett a „kulákság” felszámolására. A gazdákat kötelező terménybeszolgáltatásokkal és szándékosan betarthatatlan rendeletekkel állandóan nyomorgatták (pl. anyagi vagy börtönbüntetést kaphattak, ha a padláson nem volt víz, ha a rendszeresen kiküldött ávósok hernyót találtak az egyik fán vagy ha a kút állapotát „nem megfelelőnek” találták stb.). A börtönben a legsúlyosabb kínzásoknak vetették alá őket.  A kulákok tulajdonát, például házát eltulajdonították („szocializáció”).
2012. március 26-án az Országgyűlés a kuláküldözés idején tönkretett magyar gazdák emléknapjává nyilvánította június 29-ét, Péter-Pál napját, amely a hagyomány szerint a betakarítás kezdete, a parasztság ünnepe.

### Kulákperek

#### Lengyelkápolnai párttitkárgyilkosság
A lengyelkápolnai párttitkárgyilkosság emlékezetes kulákellenes koncepciós per volt 1950-ben, amikor a Szeged melletti lengyelkápolnai párttitkárgyilkossághoz konstruált az ÁVH egy „rendszerellenes kulákszervezkedés” koncepciót, hogy a helyi jelentős kulákok nagy részével leszámolhasson. A koncepciós ügy szervezője és kivitelezője a később kabarékonferansziéként országos ismertségre szert tett Komlós János, a szegedi ÁVH akkori vizsgálati-kihallgatási osztályának vezetője volt.